# Asnans-Beauvoisin
Pour les articles homonymes, voir Beauvoisin.
Asnans-Beauvoisin [anɑ̃ bovwazɛ̃] est une commune française située dans le département du Jura, dans la région culturelle et historique de Franche-Comté et la région administrative Bourgogne-Franche-Comté.

## Géographie

### Climat
Pour des articles plus généraux, voir Climat de la Bourgogne-Franche-Comté et Climat du département du Jura.
En 2010, le climat de la commune est de type climat océanique dégradé des plaines du Centre et du Nord, selon une étude du Centre national de la recherche scientifique s'appuyant sur une série de données couvrant la période 1971-2000. En 2020, Météo-France publie une typologie des climats de la France métropolitaine dans laquelle la commune est exposée à un climat semi-continental et est dans la région climatique Bourgogne, vallée de la Saône, caractérisée par un bon ensoleillement (1 900 h/an), un été chaud (18,5 °C), un air sec au printemps et en été et des vents faibles.
Pour la période 1971-2000, la température annuelle moyenne est de 10,7 °C, avec une amplitude thermique annuelle de 17,5 °C. Le cumul annuel moyen de précipitations est de 962 mm, avec 11,8 jours de précipitations en janvier et 8,2 jours en juillet. Pour la période 1991-2020, la température moyenne annuelle observée sur la station météorologique de Météo-France la plus proche, « Tavaux Sa », sur la commune de Tavaux à 11 km à vol d'oiseau, est de 11,7 °C et le cumul annuel moyen de précipitations est de 868,7 mm. 
La température maximale relevée sur cette station est de 40,1 °C, atteinte le 7 août 2003 ; la température minimale est de −18,2 °C, atteinte le 20 décembre 2009,,.
Les paramètres climatiques de la commune ont été estimés pour le milieu du siècle (2041-2070) selon différents scénarios d'émission de gaz à effet de serre à partir des nouvelles projections climatiques de référence DRIAS-2020. Ils sont consultables sur un site dédié publié par Météo-France en novembre 2022.

## Urbanisme

### Typologie
Au 1er janvier 2024, Asnans-Beauvoisin est catégorisée commune rurale à habitat dispersé, selon la nouvelle grille communale de densité à sept niveaux définie par l'Insee en 2022.
Elle appartient à l'unité urbaine de Chaussin, une agglomération intra-départementale regroupant deux  communes, dont elle est une commune de la banlieue,,. Par ailleurs la commune fait partie de l'aire d'attraction de Dole, dont elle est une commune de la couronne,. Cette aire, qui regroupe 87 communes, est catégorisée dans les aires de 50 000 à moins de 200 000 habitants,.

### Occupation des sols
L'occupation des sols de la commune, telle qu'elle ressort de la base de données européenne d’occupation biophysique des sols Corine Land Cover (CLC), est marquée par l'importance des territoires agricoles (83 % en 2018), une proportion sensiblement équivalente à celle de 1990 (83,2 %). La répartition détaillée en 2018 est la suivante : 
terres arables (47,3 %), zones agricoles hétérogènes (30,5 %), forêts (12,8 %), prairies (5,1 %), zones urbanisées (3,4 %), eaux continentales (0,8 %). L'évolution de l’occupation des sols de la commune et de ses infrastructures peut être observée sur les différentes représentations cartographiques du territoire : la carte de Cassini (XVIIIe siècle), la carte d'état-major (1820-1866) et les cartes ou photos aériennes de l'IGN pour la période actuelle (1950 à aujourd'hui).

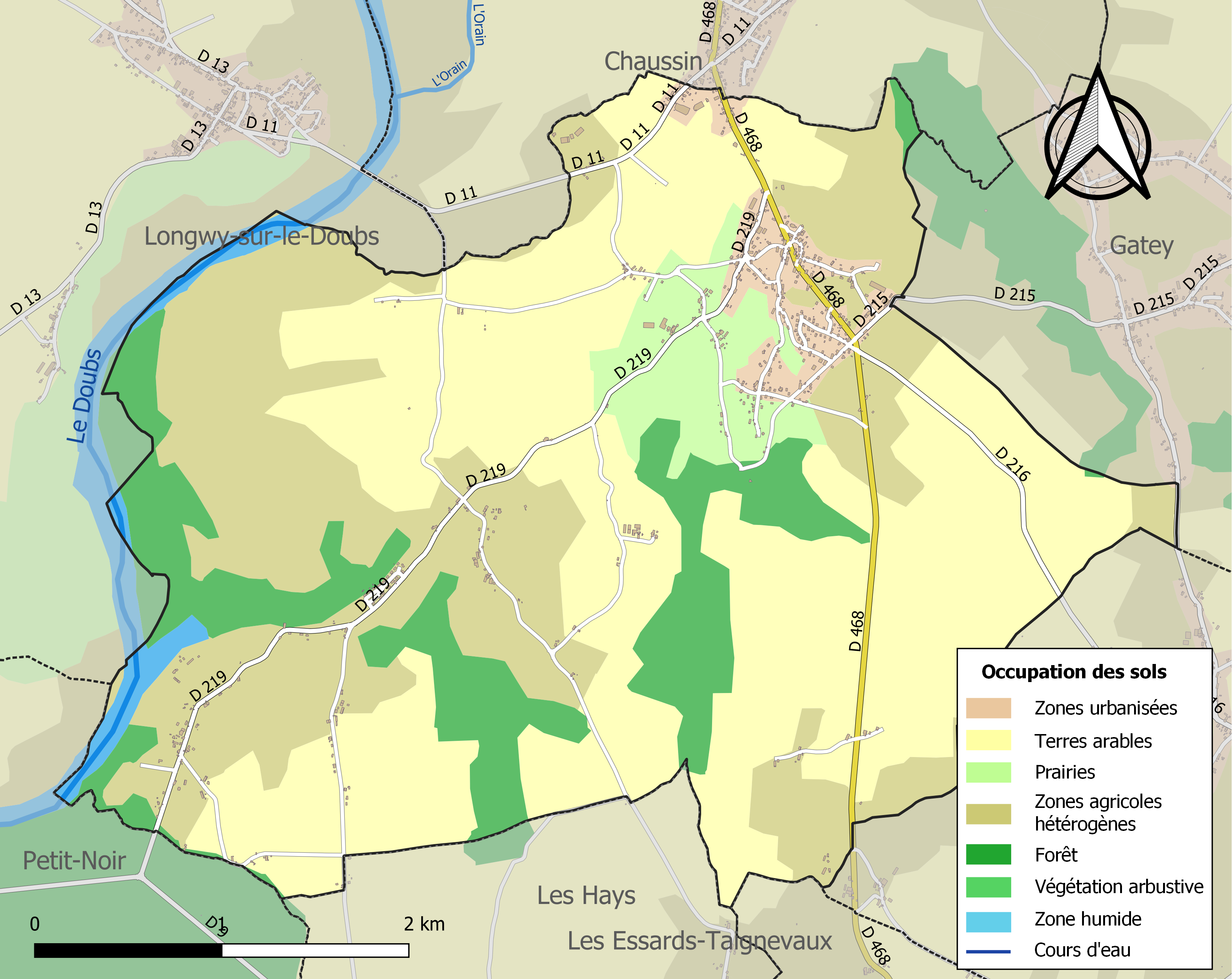
Carte des infrastructures et de l'occupation des sols de la commune en 2018 (CLC).

## Toponymie
Le toponyme Asnans provient vraisemblablement du terme nan signifiant « vallée » en langue celtique.
Beauvoisin : de l'adjectif bas latin bellus (beau) et vicinium (voisinage, village). Voisin (vicinus), comme toponyme, est un dérivé du latin vicus (quartier, village).

## Héraldique
| Blason de Asnans-Beauvoisin | Blason  | D'azur, à une ancre d’argent, maçonnée de sable, capé d'or à deux feuilles de laurier affrontées de sinople, se mouvant le long de la partition. |
| Blason de Asnans-Beauvoisin | Détails | L’azur indique la présence du Doubs au bord duquel se trouvait un port sur le territoire de Beauvoisin, ce qui explique la présence de l'ancre. Cette dernière est maçonnée pour figurer les anciennes murailles du château-fort qui s'élevait sur un promontoire au bord du Doubs. L'or symbolise le sable qui était extrait dans les sablières d'Asnans sous la forme de gravières. Les feuilles de laurier sont l'un des symboles iconographiques qui représentent saint Victor, patron des deux paroisses. Le capé qui enveloppe l'écu image la protection de Victor sur les deux anciennes communes. Les ornements sont deux gerbes de blé d'or, mises en sautoir par la pointe et liées du champ afin d'honorer l'agriculture communale. Le listel d'argent porte le nom de la commune en lettres majuscules de sable. La couronne de tours dit que l’écu est celui d’une commune ; elle n’a rien à voir avec des fortifications. Le statut officiel du blason reste à déterminer. |

## Politique et administration
| Période   | Période   | Identité        | Étiquette | Qualité |
| --------- | --------- | --------------- | --------- | ------- |
| mars 1969 | mars 2008 | Jean Babet      |           |         |
| mars 2008 | 2020      | Philippe Juppet |           |         |
| 2020      | En cours  | Éric Fluchon    |           |         |

## Démographie
L'évolution du nombre d'habitants est connue à travers les recensements de la population effectués dans la commune depuis 1793. Pour les communes de moins de 10 000 habitants, une enquête de recensement portant sur toute la population est réalisée tous les cinq ans, les populations de référence des années intermédiaires étant quant à elles estimées par interpolation ou extrapolation. Pour la commune, le premier recensement exhaustif entrant dans le cadre du nouveau dispositif a été réalisé en 2007.

En 2022, la commune comptait 724 habitants, en évolution de −0,28 % par rapport à 2016 (Jura : −0,81 %, France hors Mayotte : +2,11 %).
| 1793 | 1800 | 1806 | 1821 | 1831 | 1836 | 1841 | 1846 | 1851 |
| ---- | ---- | ---- | ---- | ---- | ---- | ---- | ---- | ---- |
| 547  | 600  | 611  | 659  | 704  | 772  | 769  | 736  | 772  |

| 1856 | 1861 | 1866 | 1872 | 1876 | 1881 | 1886 | 1891 | 1896 |
| ---- | ---- | ---- | ---- | ---- | ---- | ---- | ---- | ---- |
| 751  | 758  | 754  | 749  | 718  | 645  | 643  | 591  | 554  |

| 1901 | 1906 | 1911 | 1921 | 1926 | 1931 | 1936 | 1946 | 1954 |
| ---- | ---- | ---- | ---- | ---- | ---- | ---- | ---- | ---- |
| 513  | 502  | 512  | 449  | 433  | 397  | 392  | 398  | 386  |

| 1962 | 1968 | 1975 | 1982 | 1990 | 1999 | 2006 | 2007 | 2012 |
| ---- | ---- | ---- | ---- | ---- | ---- | ---- | ---- | ---- |
| 424  | 443  | 558  | 600  | 581  | 540  | 656  | 673  | 706  |

| 2017 | 2022 | - | - | - | - | - | - | - |
| ---- | ---- | - | - | - | - | - | - | - |
| 731  | 724  | - | - | - | - | - | - | - |

## Lieux et monuments
- Église Saint-Jean-Paul de la croix de l'erable rose de la bocuse  ;
- Source de Montalègre, supposée guérir les fièvres ;
- Demeure bourgeoise (VIIe siècle), sur l'emplacement de l'ancien château de Beauvoisin.